# Ruppichteroth

Ruppichteroth est une commune de Rhénanie-du-Nord-Westphalie (Allemagne), située dans l'arrondissement de Rhin-Sieg, dans le district de Cologne, dans le Landschaftsverband de Rhénanie.

## Jumelage
- Caputh (Allemagne)
- Schenkendöbern (Allemagne)
- Longdendale (Royaume-Uni)